# Edward Bender
Edward Bender (ur. około 1905, zm. 1 sierpnia 1944 w Warszawie) – polski śpiewak operowy, bas.

## Życiorys
Był uczniem Czesława Zaremby. W latach 1928–1930 występował w Operze Lwowskiej. W 1931 roku rolą Collina w Cyganerii debiutował na deskach Teatru Wielkiego w Warszawie, z którym od 1935 roku związany był na stałe kontraktem. Do jego popisowych ról należały m.in. Stolnik w Halce, Nilakantha w Lakmé, Sparafucile w Rigoletcie, Ramfis w Aidzie, Zbigniew w Strasznym dworze, Daland w Holendrze tułaczu, Kawaler des Grieux w Manon Lescaut, Kardynał de Brogni w Żydówce. W 1938 roku wystąpił u boku Fiodora Szalapina w warszawskim przedstawieniu Borysa Godunowa Modesta Musorgskiego, kreując rolę Pimena. Zdobył II (1932) i I (1938) nagrodę na międzynarodowym konkursie śpiewaczym w Wiedniu. W 1938 roku gościnnie wystąpił w Aidzie w Bukareszcie, a w 1938 i 1939 roku śpiewał na deskach mediolańskiej La Scali w roli Fafnera w Złocie Renu i Zygfrydzie Richarda Wagnera. Podczas II wojny światowej występował w teatrach jawnych oraz na tajnych koncertach.
Zginął pierwszego dnia powstania warszawskiego.